# Девиль, Эмиль
Эмиль Девиль (фр. Émile Deville; 25 января 1824, Париж — 8 января 1853, Рио-де-Жанейро) — французский натуралист.
Будучи сотрудником парижского Национального музея естественной истории, в 1843 году присоединился к экспедиции графа Кастельно в Южную Америку в качестве таксидермиста. Он вернулся с множеством образцов птиц, особенно попугаев, включая два новых вида, которые и описал в 1851 году. Также вместе с Изидором Жоффруа Сент-Илером описал вид приматов Plecturocebus discolor и совместно с Кастельно некоторых крабов.
В 1852 году Девиль возглавил новую латиноамериканскую экспедицию, которая должна была посетить Бразилию и Парагвай. Однако вскоре по прибытии в Бразилию он заболел жёлтой лихорадкой и умер. На основании данных Девиля Полем Жерве был описан амазонский белый дельфин.
В его честь названы боливийский краснохвостый попугай (Pyrrhura devillei) и пестроголовая длиннохвостая муравьянка (Drymophila devillei), улитка Bostryx devillei из подотряда стебельчатоглазых (первоначально описанная Л. Ривом под названием Bulimus rhodolarynx).